# Li Dan
Li Dan (nascuda el 19 de setembre de 1989) és una gimnasta xinesa de trampolí. Va guanyar la medalla de bronze de l'esdeveniment individual als Jocs Olímpics de Rio de Janeiro 2016, per darrere de la canadenca Rosie MacLennan i la britànica Bryony Page.
Ha obtingut diverses medalles en Campionat Mundials, com l'or en la competició individual d'Odense 2015. Als Jocs Mundials de 2013, va guanyar, al costat del seu compatriota Zhong Xingping, el primer lloc en el trampolí sincronitzat.